# Lorignac
Lorignac – miejscowość i gmina we Francji, w regionie Nowa Akwitania, w departamencie Charente-Maritime.
Według danych na rok 1990 gminę zamieszkiwały 534 osoby, a gęstość zaludnienia wynosiła 30 osób/km² (wśród 1467 gmin regionu Poitou-Charentes Lorignac plasuje się na 532. miejscu pod względem liczby ludności, natomiast pod względem powierzchni na miejscu 472.).